# Rolande Kammogne
Rolande Kammogone, née le 31 mai 1982 est une entrepreneure et productrice TV camerounaise.

## Biographie

### Enfance et Débuts
Rolande Kammogone naît le 31 mai 1982. En 2004, elle obtient un diplôme d'ingénieur en mathématiques, statistiques et systèmes de gestion de l'université Columbia aux États-Unis.
Elle écrit une thèse sur la nécessité de la création d'un média qui connecterait toutes les diasporas noires du monde. À sa sortie d'école, elle accepte un stage à Killer films où elle travaille aux côtés de Christine Vachon.

### Carrière
En 2006, avec une équipe d'analystes, elle prépare le plan d'affaires pour la création d'une télévision panafricaine. En septembre 2007, elle s'installe à Londres afin de réaliser le projet. 
En 2018, lauréate du prix des anciens élèves des lycées français de l'étranger, elle lance la troisième saison de l'émission The Voice en Afrique Francophone. Avec des audiences proches de celles de la coupe d’Afrique des nations. 

### VoxAfrica
En janvier 2008, la première chaîne de télévision panafricaine, bilingue et indépendante, VoxAfrica, fait ses premiers pas sur Internet lors de la coupe d'Afrique des Nations au Ghana.

En mai 2008, la chaîne émet son premier signal désormais visible en Afrique via le satellite.